# 歐洲2000航空
歐洲2000航空（英語：European 2000 Airlines）是一家以馬耳他國際機場為基地的航空公司，營運來往馬爾他和西西里島的航班，公司在2005年9月開始營運。

## 機隊
截至2007年3月，歐洲2000航空機隊如下：
- 2架费尔柴尔德梅特罗23